# 秋元亮太
秋元 亮太（あきもと りょうた 1972年 - ）は、北海道釧路市出身の写真家。

## 経歴
北海道釧路市出身。釧路工業高等専門学校機械学科第3学年修了退学。
高専在学中に写真部に入部したことをきっかけに写真の世界にのめり込む。高専を修了退学後札幌のカメラ店に勤務する。2001年まで店長として勤務した後、カメラ店が廃業することとなり、同社を退社後フリーカメラマンとして、郷里の釧路を中心として活動を開始する。
2010年キヤノンカレンダーの公募にて採用が決定。蝦夷地域を中心としたネイチャープロカメラマン。

## 活動
2005年
- 個展「Kamuy-Ruwe　～御神渡り～」（札幌市）
- 個展「釧路湿原の四季」（釧路町）

2006年
- Myカメラアングル写真展出展（北海道東川町）

2007年
- グループ展「ウォール・ギャラリー2」（東川町）

2008年
- 個展「Ota・Oru・Nai」(小樽市)
- グループ展「ウォール・ギャラリー3」（東川町）

2009年
- グループ展「ウォール・ギャラリー4」（東川町）

2010年
- キヤノンカレンダー採用
- ピリカ モシリ（東京都港区）
- 2010年キヤノンカレンダー展『Lightscape 光彩の季（とき）』（東京都中央区、大阪市、）